# Harry Gwala
Harry Gwala (englisch Harry Gwala District Municipality, bis 2013 Sisonke District Municipality, zulu uMasipala wesiFunda sase-Harry Gwala) ist ein Distrikt in der südafrikanischen Provinz KwaZulu-Natal. Der Sitz der Distriktverwaltung befindet sich in Ixopo.
Am 19. September 2013 wurde mit einer Veröffentlichung im Amtsblatt der Provinzverwaltung die Umbenennung der District Municipality bekanntgegeben.
Sisonke ist isiZulu für „wir sind zusammen“. Harry Gwala ist der Name eines in Pietermaritzburg geborenen Anti-Apartheid-Aktivisten.

## Lage
Der Distrikt befindet sich im Südwesten der Provinz KwaZulu-Natal. Sein westlicher Grenzverlauf berührt die Provinz Eastern Cape und das Nachbarland Lesotho. Im Nordosten grenzt er an den Distrikt uMgungundlovu und im Südosten an King Cetshwayo.

## Gliederung
Die Distriktgemeinde wird von folgenden Lokalgemeinden gebildet:
- Dr Nkosazana Dlamini Zuma
- Greater Kokstad
- Ubuhlebezwe
- Umzimkhulu

2016 wurden die Lokalgemeinden Kwa Sani und Ingwe zur Lokalgemeinde Dr Nkosazana Dlamini Zuma zusammengelegt.

## Demografie
Nach der Volkszählung von 2011 hatte der Distrikt 461.419 Einwohner in 112.282 Haushalten auf einem Gebiet von 10.547,42 Quadratkilometern. Davon waren 96,75 % schwarz, 1,64 % Coloureds 1,16 % weiß und 0,33 % Indischstämmige.

## Naturschutzgebiete
- Himeville Nature Reserve
- Mount Currie Nature Reserve